# William Burnside
William Burnside (Londres, 2 de julho de 1852 — 21 de agosto de 1927) foi um matemático inglês.